# Серга (притока Уфи)
Серга (рос. Серга) — річка в Росії, в Свердловській області, права притока Уфи (басейн Ками). Довжина 113 км, площа басейну 2170 км². Ширина від 8 до 10 м, в заплавах — до 20-30 м.